# Первомайский (Сытобудское сельское поселение)
Первомайский — посёлок в Климовском районе Брянской области в составе Сытобудского сельского поселения.

## География
Находится в юго-западной части Брянской области на расстоянии приблизительно 12 км на север-северо-восток по прямой от районного центра поселка Климово.

## История
Основан в 1920-х годах. В 1928 году было учтено 14 хозяйств. В 1964 году к поселку были присоединены посёлки Труд и Прогресс.

## Население
Численность населения: 58 человек в 1926 году (преимущественно украинцы), 155 человек в 1979, 33 (русские 100 %) в 2002 году, 15 в 2010.